# Portada/article novembre 1

## Arqueta de Sant Cugat
L'Arqueta de Sant Cugat és un reliquiari d'orfebreria de principis del segle xiii. Està realitzada amb plaques d'argent repujat i cisellat en part daurades i sobreposades sobre una arqueta de fusta, que representen escenes de la vida i mort del màrtir sant Cugat. Els seus autors van ser Joan de Gènova i Arnau Campredon. Durant el segle xvii es va procedir al seu desmuntatge i se'n va construir una nova de mida més petita.